# Benthamia procera
Benthamia procera är en orkidéart som beskrevs av Rudolf Schlechter. Benthamia procera ingår i släktet Benthamia och familjen orkidéer. Inga underarter finns listade i Catalogue of Life.